# IC 1558
IC 1558 је спирална галаксија у сазвјежђу Вајар која се налази на листи објеката дубоког неба у Индекс каталогу.
Деклинација објекта је - 25° 22' 28" а ректасцензија 0h 35m 47,1s. Привидна величина (магнитуда) објекта IC 1558 износи 12,2 а фотографска магнитуда 12,8. Налази се на удаљености од 14,325 милиона парсека од Сунца. IC 1558 је још познат и под ознакама ESO 474-2, MCG -4-2-24, UGCA 8, DDO 225, PGC 2142.